# Alexandra Camenșcic
Alexandra Camenșcic (n. 28 august 1988, Criuleni, raionul Criuleni, Republica Moldova) este o fostă biatlonistă și schioare de fond de origine moldoveană. Ea a participat la două ediții de jocuri Olimpice. Acum, ea este profesoară de Biatlon în orașul Criuleni

## Cariera sportivă
Alexandra Camenșcic a început să practice biatlonul începând din anul 2007 la Clubul Sportiv Central al Armatei Naționale (CSCA), unde a fost pregătită de antrenorul Vasile Bejenariu. Ea a participat la prima întrecere internațională în anul 2007 la competiția de cupă europeană de juniori de la Bansko, unde s-a clasat în primii zece concurenți. A concurat apoi la Campionatul Mondial de juniori de la Ruhpolding (2008) și la Campionatul European de juniori de la Nové Mesto na Moravě. În ambele competiții, aceasta s-a clasat în jurul locului 60. Apoi, Camenșcic a participat la Campionatul Mondial de biatlon de vară de la Haute Maurienne (2009). Împreună cu Natalia Levcencova, Victor Pînzaru și Sergiu Balan, ea a terminat pe locul 6 în proba de ștafetă mixtă. La Campionatul Mondial de biatlon pentru juniori de la Canmore (2009), aceasta a obținut rezultate mai bune, terminând pe locul 45 la individual și pe 47 la sprint.
La Obertilliach, ea a debutat în sezonul 2008/2009 de cupă mondială, terminând pe locul 75 în proba de sprint. Ea și-a îmbunătățit ulterior performanțele la Osrblie, unde s-a clasat pe poziția 17 la individual și pe 15 la sprint, obținând cele mai bune rezultate personale. Punctul culminant al sezonului a fost la Campionatul Mondial de Biatlon de la Pyeongchang, unde s-a clasat pe locul 86 la individual și pe locul 90 la sprint. În plus, a concurat și la Campionatul Mondial de schi fond de la Liberec (2009) și a terminat pe locul 85 în proba de sprint. Cel mai bun rezultat al său în anul 2010 a fost locul 81 realizat în competiția de cupă mondială de la Oberhof.
Înainte de olimpiada din 2010,ea a început să se antreneze la Clubul Sporturilor de Iarnă din Vatra Dornei, împreună cu Petrică Hogiu, Victor Pînzaru și Sergiu Balan, sub îndrumarea antrenorului Vasile Bejenariu, care s-a născut în Câmpulung Moldovenesc.
Alexandra Camenșcic a făcut parte din delegația Republicii Moldova la Jocurile Olimpice de iarnă de la Vancouver (2010), concurând la schi fond, în proba de 10 km liber unde a terminat pe locul 71, și de la Jocurile Olimpice de iarnă din 2014 de la Soci unde s-a clasat pe locul 68 la 10 km și pe locul 83 la 7,5 km.
Alexandra Camenșcic locuiește în prezent la Chișinău.